# Каменка
Каменка е село в Южна България. То се намира в община Крумовград, област Кърджали.

## География
Село Каменка се намира в планински район.
1. ↑  www.grao.bg